# 2S1 Goździk

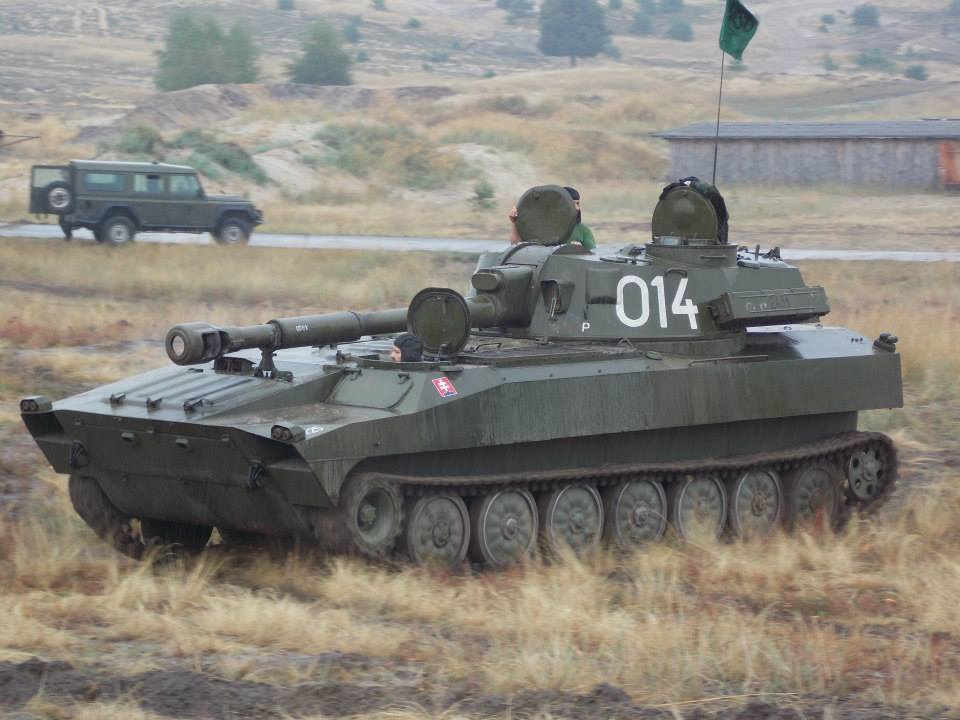
Goździk armii Słowacji

2S1 Goździk (ros. 2S1 Gwozdika – 2C1 Гвоздикa; oznaczenie NATO – M1974) – samobieżna haubica kalibru 122 mm, konstrukcji radzieckiej.

## Historia
Pod koniec lat sześćdziesiątych XX wieku rozpoczęto prace konstrukcyjne nad działem samobieżnym, zdolnym do pływania. Jego budowę oparto m.in. na konstrukcji czołgu pływającego PT-76. Początkowo planowano nałożyć wieżę z haubicą 2A31 (zmodernizowana wersja haubicy ciągnionej D-30 kal. 122 mm), na podwozie MT-LB, okazało się jednak, że jego sześciokołowe podwozie było na to zbyt słabe, więc wydłużono kadłub i wprowadzono dodatkowe, siódme koło. W rezultacie powstało wydłużone podwozie MT-LBu («Объект 26»).
Prototyp samobieżnej haubicy został zbudowany w 1967 roku, a od 1971 roku rozpoczęto jego produkcję seryjną. Oprócz ZSRR, gdzie produkowane były do 1991 roku, działo to produkowane było na licencji także w Bułgarii i Polsce. W Polsce działa te produkowane były w zakładach Huta Stalowa Wola, gdzie w latach 1983–1991 wyprodukowano 602 egzemplarze. Działa produkcji HSW trafiły głównie na uzbrojenie polskiej armii, jedynie 73 zostały wyeksportowane do ZSRR jako rozliczenie licencji.
W Polsce opracowano ulepszoną wersję tej haubicy Wolfram, z polepszoną możliwością pływania, z pędnikami śrubowymi, lecz pozostała prototypem. W XXI wieku na bazie wycofywanych podwozi 2S1 opracowano w HSW Lekkie Podwozie Gąsienicowe.

## Służba

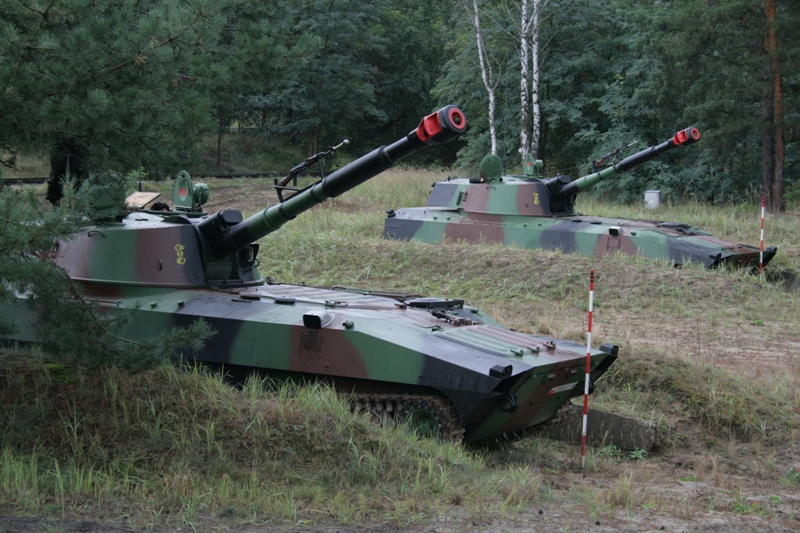
Goździk w polskiej służbie

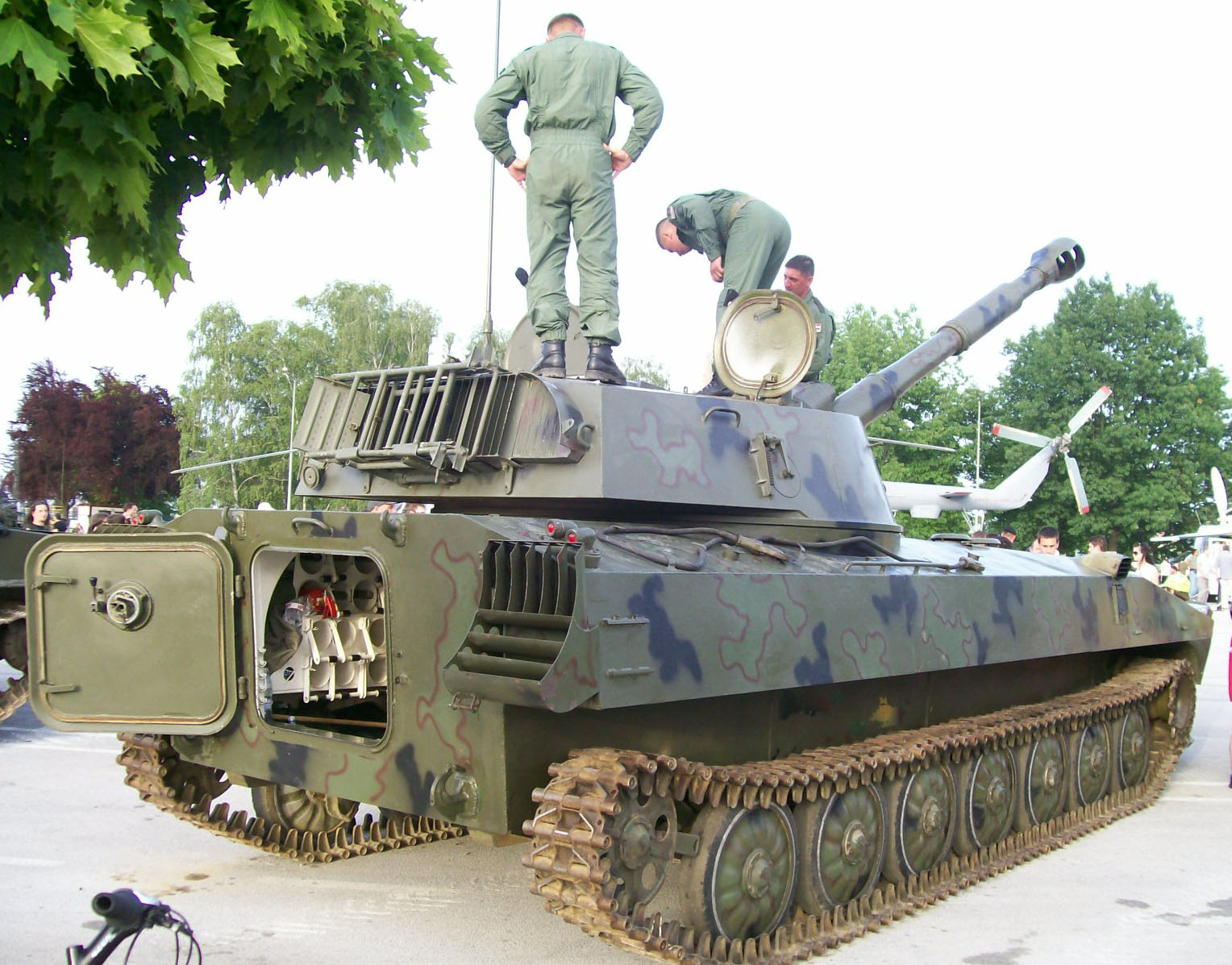
Goździk od tyłu, w armii Chorwacji

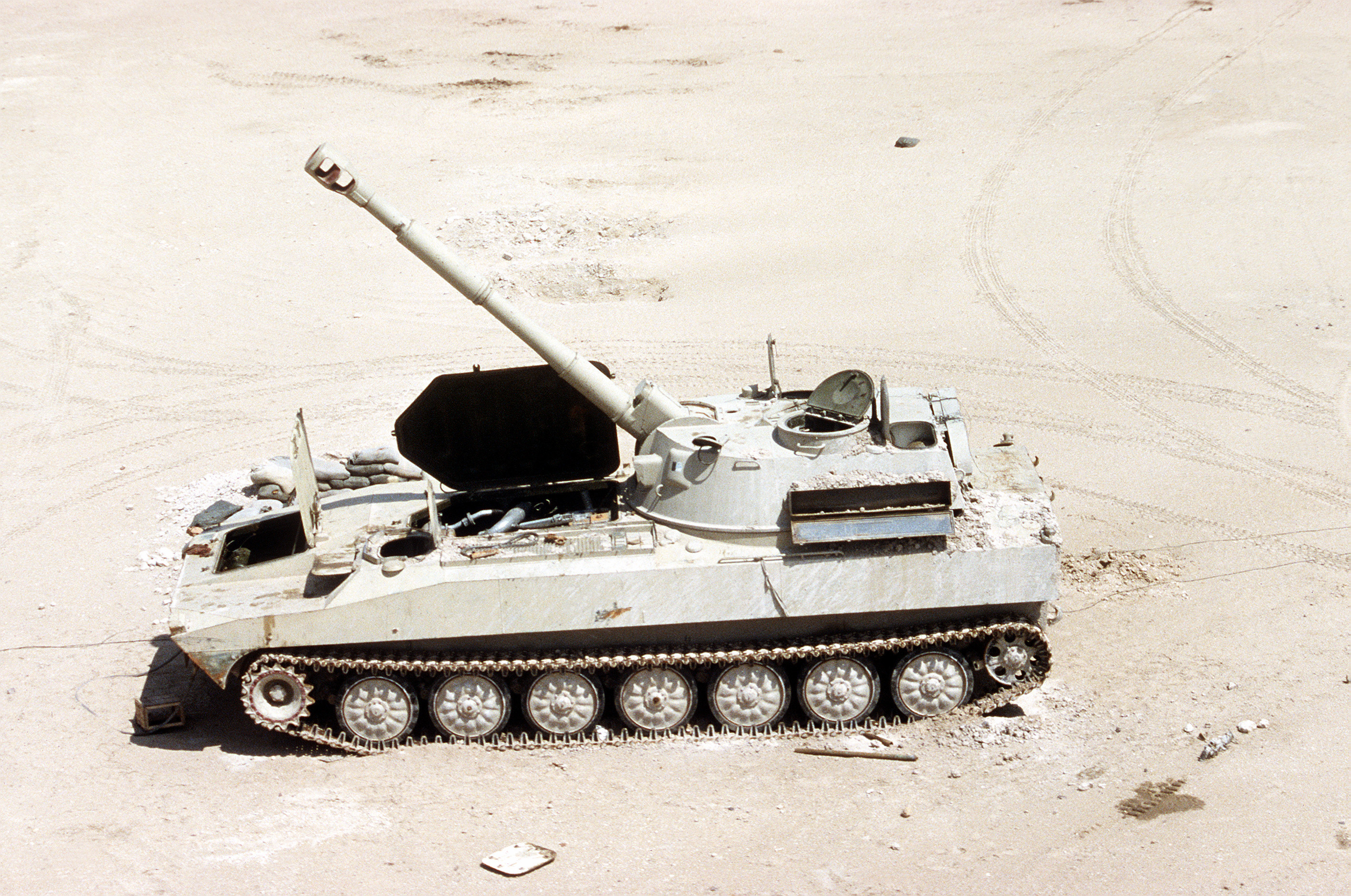
Goździk armii irackiej porzucony podczas wojny w 1991 roku

Samobieżna haubica 2S1 Goździk od 1971 roku była wprowadzana do jednostek artylerii państw Układu Warszawskiego. W późniejszym okresie haubice takie zostały sprzedane do niektórych krajów arabskich i afrykańskich.
Do polskiej armii pierwszych dwanaście haubic 2S1 Goździk trafiło w 1974 roku. Kolejnych egzemplarzy nie zamawiano w związku z planowaną produkcją w kraju. W 1990 roku wojsko dysponowało 534 wozami tego typu, choć powinno ich być 543. Różnica wynikała z tego, że część pojazdów została przebudowana na pojazdy pochodne, a część dział utracono w wypadkach. Od 2009 roku część wycofywanych pojazdów została użyta w Polsce do przebudowy na Lekkie Podwozie Gąsienicowe pod wozy dowodzenia. W 2019 roku Polska posiadała 362 sztuki 2S1, a w 2021 roku 227, z czego nieujawnioną liczbę przekazano w 2022 roku Ukrainie.
Haubica ta jest współcześnie podstawowym rodzajem samobieżnych haubic w jednostkach artylerii samobieżnej m.in. w Rosji.
Bojowo została użyta w wojnie w Czeczenii, w latach 1999–2000, oraz w Iraku.

## Opis konstrukcji
Samobieżna haubica 2S1 Goździk ma klasyczny układ konstrukcyjny i stosunkowo niską sylwetkę, (zbudowano ją na podwoziu MT-LBu). Kadłub spawany z płyt pancernych zawiera w przedniej części zespoły układu napędowego i przedział kierowania, w środkowej – silnik, a w tylnej – przedział bojowy i amunicyjny.
W umieszczonej z tyłu kadłuba wieży zamontowano haubicę 2A31 (zmodernizowana wersja haubicy ciągnionej D-30 kal. 122 mm). Haubicę 2A31 wyposażono w: przedmuchiwacz przewodu lufy, dwukomorowy hamulec wylotowy i zamek klinowy o pionowym ruchu klina. W wieży znajdują się: zmechanizowany układ zasilania amunicją, który zapewnia prowadzenie ognia z szybkostrzelnością od 5 do 7 strz./min. i stanowiska dla trzech żołnierzy. Obsługa haubicy składa się z 4 członków załogi w czasie pokoju, tj. dowódcy, celowniczego, ładowniczego i kierowcy, zaś w czasie wojny dodatkowo obecny jest amunicyjny. Stanowisko czwartego członka załogi (mechanik-kierowca) znajduje się z przodu kadłuba po lewej stronie.
Do strzelania stosuje się naboje rozdzielnego ładowania, przede wszystkim z pociskiem: odłamkowo-burzącym (o maksymalnej donośności 15 300 m i masie 21,76 kg), dymnym i kumulacyjnym (o masie 18,2 kg) stabilizowanym brzechwowo. Ponadto dostępne są naboje z pociskami:
- z dodatkowym napędem rakietowym (o zasięgu do 21 900 m)
- agitacyjne
- kasetowe
- oświetlające
- pocisk chemiczny – wycofano z uzbrojenia

Pojazd przewozi 40 sztuk amunicji, jednak podczas przygotowania działa do pływania liczbę nabojów należy ograniczyć do 30.
Napęd samobieżnej haubicy stanowi silnik wysokoprężny, chłodzony cieczą, 8-cylindrowy JAMZ-238N lub SW-680T (późniejsze egzemplarze). Gąsienicowy układ bieżny, z przednimi kołami napędowymi i siedmioma kołami nośnymi po każdej stronie. Zawieszenie indywidualne na wałkach skrętnych.

## Użytkownicy
Aktualni użytkownicy
- Algieria – 145
- Angola
- Armenia – 20
- Azerbejdżan – 81
- Białoruś – 246
- Bośnia i Hercegowina – 5
- Bułgaria – 506
- Chorwacja – 9
- Erytrea – 20
- Etiopia
- Finlandia – 72
- Gruzja – 48
- Indie – 110
- Iran
- Irak
- Jemen
- Kazachstan – 10
- Libia
- Osetia Południowa
- Polska – 362[9] (Wycofywany z uzbrojenia i zastępowany przez AHS Krab)
- Rosja – 622
- Serbia – 72
- Słowacja – 49
- Syria – 400
- Turkmenistan – Nieznana liczba
- Ukraina – W 1995 roku armia ukraińska dysponowała 640 armatohaubicami Goździk, a w 2014 roku liczba posiadanych egzemplarzy spadła do 600[10]. W 2018 roku ukraińskie siły zbrojne otrzymały bliżej nieokreśloną liczbę armatohaubic 2S1 za pośrednictwem polskiej firmy Wtórplast, które był używane wcześniej przez czeskie siły zbrojne. Następnie w 2019 roku przeprowadzono dostawy 49 armatohaubic z Republiki Czeskiej oraz Polski. Prawdopodobnie część dostarczonych armatohaubic była używana przez Wojska Lądowe w Wojsku Polskim[11]. W 2022 roku w trakcie trwającej rosyjskiej inwazji na Ukrainę spółka Excalibur ponownie dostarczyła bliżej nieokreśloną liczbę armatohaubic 2S1 Goździk, które były wcześniej używane przez Czeskie Siły Zbrojne. W dodatku dostarczono również niewielką liczbę, prawdopodobnie dwudziestu armatohaubic 2S1 Goździk z Polski, które znajdowały się wcześniej na wyposażeniu Wojsk Lądowych[12].
- Urugwaj – 6
- Uzbekistan
- Wietnam

Dawni użytkownicy
- Czechy – Wycofane we wczesnych latach 2000
- Czechosłowacja
- Jugosławia
- NRD
- Rumunia – 48 w rezerwie od 2005 roku
- Słowenia – 8 w rezerwie
- Węgry – 144 Wycofane w 2004 roku
- ZSRR

## W muzeach
- Muzeum Militariów Atena w Skwierzynie (na terenie firmy Pomoc Drogowa Gorzów Wlkp.) – sprawny
- Muzeum Wojsk Lądowych w Bydgoszczy – nr taktyczny 0606
- Muzeum Broni Pancernej w Poznaniu
- Muzeum Artylerii w Toruniu
- Muzeum Wojska Polskiego w Warszawie – wystawa plenerowa przed siedzibą główną. Pojazd przekazany do muzeum w 1996 roku przez Hutę Stalowa Wola
- Muzeum Broni i Militariów – Witoszów[13]
- Muzeum Techniki Militarnej i Użytkowej[14][15]
- Militarne Borne w Bornem Sulinowie – pojazd znajduje w ciągłym użytkowaniu[16].
- Muzeum Techniki Militarnej w Tarnowskich Górach – 2 sztuki sprawne
- Muzeum Techniki i Uzbrojenia Wojskowego w Kaliszu – sprawny